# Biodegradare
Biodegradarea este procesul de descompunere a substanțelor organice de către enzimele produse de organisme vii, în special bacterii și ciuperci microscopice, prin care se asigură ciclul elementelor în natură.
Biodegradarea este un fenomen natural de mare importanță în restabilirea echilibrului chimic din mediu, perturbat prin introducerea unor substanțe, deșeuri etc. de către om.
Un produs care are proprietatea de a se degrada sub acțiunea unor factori biologici este biodegradabil. 
Există și substanțe care nu se supun acestui proces, fenomen denumit recalcitranță moleculară.
Degradarea sub acțiunea microorganismelor în prezența oxigenului duce la descompunerea unui component chimic organic în dioxid de carbon, apă iar a celorlalte elemente prezente, în săruri minerale (proces denumit mineralizare), rezultând apariția unei noi biomase. În absența oxigenului, descompunerea are ca rezultat dioxid de carbon, metan, săruri minerale și crearea unei noi biomase.
Pentru compușii organici, biodegradabilitatea reprezintă capacitatea de descompunere aerobă, prin mineralizare până la CO2, H2O și NH3 sau anaerobă, cu produși finali ca H2S, CH4, CO2 și H2O.
Pentru compușii anorganici, biodegradabilitatea constă în degradarea acestora la compuși prezenți în ciclul lor natural, ca de exemplu, NH3, NO2-, NO3- și, mai ales, N2.

## Legături externe
- „biodegradare” la DEX online